# Station Bardowick
Station Bardowick (Bahnhof Bardowick) is een spoorwegstation in de Duitse plaats Bardowick in de deelstaat Nedersaksen. Het station ligt aan de spoorlijn Lehrte - Cuxhaven. 

## Indeling
Het station heeft twee zijperrons, daarnaast loopt er één spoor in het midden zonder perron. De perrons zijn sober ingericht en hebben beide een abri. Aan de oostzijde van het station is er een fiets- en voetgangerstunnel die onder de sporen en de naastgelegen snelweg BAB 39 (BAB 250) loopt en de straten Vögelser Weg (K32) en Am Bahnhof verbindt. Vanaf deze tunnel is toegang tot het noordelijke perron mogelijk, voor het zuidelijk perron vanaf de Vögelser Weg. Zowel aan de zuidkant en als aan de noordkant (andere kant van de snelweg) is er een Parkeer en Reisterrein, tevens is er aan de zuidkant een fietsenstalling. 

## Verbindingen
Het station wordt alleen door treinen van metronom bedient. De volgende treinserie doet het station Bardowick aan:
| Serie | Treinsoort              | Route                                                          | Bijzonderheden |
| ----- | ----------------------- | -------------------------------------------------------------- | -------------- |
| RB 31 | Regionalbahn (metronom) | Hamburg Hbf – Hamburg-Harburg – Maschen – Bardowick – Lüneburg |                |

Hamburg-Harburg ·
Meckelfeld ·
Maschen · 
Stelle ·
Ashausen ·
Winsen (Luhe) ·
Radbruch ·
Bardowick ·
Bardowick ·
Lüneburg ·
Bienenbüttel ·
Bad Bevensen ·
Emmendorf ·
Uelzen ·
Suderburg ·
Unterlüß ·
Eschede ·
Celle ·
Ehlershausen ·
Otze ·
Burgdorf (Han) ·
Aligse ·
Lehrte ·